# Sommet Érythrée-Éthiopie de 2018
Le sommet Érythrée-Éthiopie de 2018 (également sommet de paix Érythrée-Éthiopie 2018) est un sommet bilatéral qui a eu lieu les 8 et 9 juillet 2018 à Asmara, en Érythrée, entre le président érythréen Isaias Afwerki, le premier ministre éthiopien Abiy Ahmed et des responsables des deux pays.
Les deux dirigeants signent une déclaration commune le 9 juillet, mettant officiellement fin au conflit frontalier entre les deux pays, rétablissant des relations diplomatiques complètes et convenant d'ouvrir leurs frontières mutuelles aux personnes, aux biens et aux services,. La déclaration conjointe est également considérée comme clôturant tous les chapitres concernant la guerre érythréenne-éthiopienne et le conflit frontalier érythréo-éthiopien (en) qui a suivi avec des affrontements sporadiques.

## Contexte
L'Érythrée obtient son indépendance de l'Éthiopie en 1993 après 30 ans de guerre d'indépendance érythréenne, les conflits frontaliers qui s'ensuivent provoquent des tensions persistantes entre les deux nations. Celles-ci atteignent un point critique en mai 1998, lorsque l'Érythrée envahit l'Éthiopie, menant à la guerre érythréenne-éthiopienne. Celle-ci fait entre 70 000 et 100 000 morts des deux côtés et laisse l'Érythrée avec plus d'un tiers de son territoire occupé et plus de 650 000 personnes déplacées.
En 2000, les deux pays signent les accords d'Alger, acceptant de se soumettre à un arbitrage contraignant pour résoudre les questions de frontières et de restitution. La Cour permanente d'arbitrage attribue la majeure partie du territoire litigieux à l'Érythrée, mais l'Éthiopie occupe encore la majeure partie du territoire en litige en 2017. Le résultat est un état de conflit gelé, "ni guerre, ni paix", et des tensions prolongées entre les deux pays,,,. Chaque pays accuse l’autre d’héberger des mouvements terroristes visant à fomenter un changement de régime,, et les deux restent des sociétés fermées, l'Éthiopie est un État autoritaire à parti dominant dirigé par le Front démocratique révolutionnaire du peuple éthiopien (EPRDF), et l'Érythrée est un État totalitaire à parti unique dirigé par le Front populaire pour la démocratie et la justice (PFDJ). Les élections présidentielles et parlementaires en Érythrée sont reportées indéfiniment et n'ont jamais eu lieu depuis l'indépendance.
Haile Mariam Dessalegn, premier ministre de l’Éthiopie de 2012 à 2018, ne réussit pas à progresser dans la résolution des tensions avec l’Érythrée, et son mandat est marqué par des vagues répétées de protestations contre l’atmosphère politique répressive. Après sa démission en 2018, il est remplacé par Abiy Ahmed, qui promet dans son discours inaugural de négocier la fin du conflit éthio-érythréen,.

## Annonce et préparatifs
Le 5 juin 2018, le Comité exécutif du Front démocratique révolutionnaire du peuple éthiopien au pouvoir annonce son intention d'accepter et de mettre pleinement en œuvre la décision de 2002 de la Commission frontalière Érythrée-Éthiopie (EEBC) créée sous la supervision de la Cour permanente d'arbitrage conformément aux accords d'Alger de 2000. Dans un communiqué, l'EPRDF appelle l'Érythrée à faire preuve de réciprocité et à mettre en œuvre l'accord de paix sans conditions préalables.
La décision est une surprise,,, ce qui représente un revirement de seize années de politique éthiopienne. Si l'optimisme est de mise dans une grande partie de l'Éthiopie, dans la région du Tigré, sous la juridiction de laquelle se trouvent la plupart des territoires disputés, cette annonce suscite des protestations, notamment dans la ville contestée de Badmé et parmi les anciens combattants. Le 13 juin 2018, le comité exécutif du Front de libération du peuple du Tigré dénonce, entre autres, la décision de céder Badmé comme étant "fondamentalement erronée", affirmant que la coalition au pouvoir souffre d'un "déficit fondamental de leadership". Les Irobs vivant dans les zones frontalières alors sous administration éthiopienne organisent une manifestation pour condamner le choix d'accepter la décision de la Commission frontalière, craignant la division de leur communauté. Lors d'une séance de questions-réponses au Parlement le 11 juin, le premier ministre Abiy défend son initiative de paix en déclarant : "J'étais à Badmé lorsque nous avons hissé notre drapeau et j'ai pleuré. Nous avons dû enterrer beaucoup de mes amis qui ont combattu pendant cette guerre", faisant allusion à son propre service durant le conflit.
Le gouvernement érythréen, semble être pris par surprise par cette décision, le président érythréen s'abstient de tout commentaire sur l'offre éthiopienne pendant deux semaines, jusqu'au 20 juin, dans son discours à l'occasion de la Journée des martyrs. Déplorant "deux générations perdues", le président érythréen annonce que son gouvernement va envoyer une délégation à Addis-Abeba "pour évaluer directement et en profondeur l'évolution de la situation et élaborer un plan d'action pour l'avenir". Moins d’une semaine plus tard, le 26 juin 2018, le ministre érythréen des Affaires étrangères, Osman Saleh, se rend à Addis-Abeba pendant trois jours, afin de participer à la première réunion bilatérale entre les deux pays depuis plus de deux décennies. Les deux pays conviennent de rétablir leurs relations diplomatiques et d'échanger des ambassadeurs, et le premier ministre Abiy accepte de rencontrer son homologue érythréen "dans un avenir proche", bien que le ministre éthiopien des Affaires étrangères, Workneh Gebeyehu, ajoute qu'aucune date ni aucun lieu n'est déterminé.

## Sommet

### 8 juillet

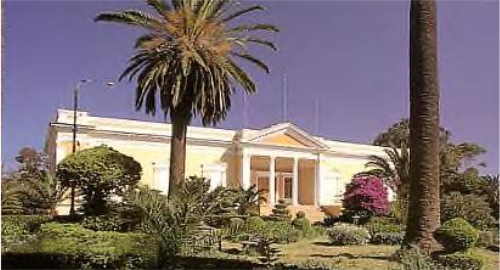
Bâtiment présidentiel érythréen à Asmara

Abiy Ahmed arrive à Asmara, en Érythrée, le 8 juillet, où il est accueilli par le président Isaias Afwerki à l'aéroport international d'Asmara. Des centaines de milliers de personnes se massent le long de l'avenue Harnet, artère principale d'Asmara, pour accueillir le cortège du dirigeant éthiopien. Les deux dirigeants et leurs délégations tiennent une réunion bilatérale élargie au palais présidentiel, annonçant le rétablissement immédiat des lignes téléphoniques entre les deux pays. Le rétablissement des ambassades, l'ouverture des ports, des lignes aériennes et la "libre circulation" entre les deux pays sont également annoncés, même si les implications de cette dernière restent floues.
Ce soir-là, le dirigeant érythréen organise un dîner officiel pour son invité éthiopien, en présence de responsables du gouvernement et du parti ainsi que du corps diplomatique, au cours duquel les deux hommes portent un toast à la fin des tensions et annoncent une nouvelle ère dans les relations entre l’Érythrée et l’Éthiopie,.

### 9 juillet
Après une cérémonie du café à la résidence privée d'Isaias Afwerki, les deux dirigeants signent une "Déclaration conjointe de paix et d'amitié" en cinq points déclarant que "l'état de guerre entre l'Éthiopie et l'Érythrée prend fin; une nouvelle ère de paix et d'amitié est ouverte". Dans la déclaration conjointe, les deux pays conviennent de reprendre leurs relations diplomatiques et leurs liens de transport, de commerce et de communication, de mettre en œuvre la décision frontalière de l'EEBC et d'assurer la paix et la coopération régionales.

### Délégations
Abiy Ahmed est accompagné de Workneh Gebeyehu, ministre des Affaires étrangères, de Muferiat Kamil, présidente de la Chambre des représentants des peuples, de Keria Ibrahim, présidente de la Chambre de la Fédération, et de Seyoum Awol, président de la région Afar. Debretsion Gebremichael, président de la région du Tigré et leader du TPLF, qui se montre critique à l'égard du processus de paix, est absent de la délégation.

## Réactions
Les dirigeants et les organisations d’Afrique et du monde entier ont salué le succès du sommet, exprimant leur soutien au processus de paix entre les deux pays.

### Pays et territoires
- Allemagne: Un porte-parole du ministère fédéral des Affaires étrangères publie un communiqué affirmant que le Premier ministre Abiy et le président Isaias "montrent qu'il est possible de dépasser de longues années d'animosité et d'ouvrir un nouveau chapitre dans leurs relations" et que la déclaration de paix et d'amitié signée par les deux dirigeants "donne des raisons d'espérer que le conflit, qui a coûté la vie à des dizaines de milliers de personnes et déplacé des centaines de milliers de personnes, puisse être résolu de manière permanente"[32].
- Chine: La porte-parole du ministère des Affaires étrangères, Hua Chunying, déclare que la partie chinoise espère toujours que les deux pays parviendront à résoudre le différend par le dialogue et la négociation et à normaliser leurs relations. La Chine salue les récents progrès réalisés dans les relations entre l'Éthiopie et l'Érythrée et est disposée à collaborer avec la communauté internationale pour continuer à jouer un rôle constructif dans la promotion de la paix, de la stabilité et du développement dans la Corne de l'Afrique[33].
- Égypte: Dans un communiqué, le ministère égyptien des Affaires étrangères salue la "visite historique" du Premier ministre éthiopien Abiy Ahmed à Asmara, affirmant sa conviction que cette visite annonce une "nouvelle ère" et que le rapprochement entre les deux pays pourrait servir de modèle à d'autres pays africains[34].
- Émirats arabes unis: Cheikh Abdallah ben Zayed Al Nahyane, ministre des Affaires étrangères et de la Coopération internationale, salue le rétablissement des relations diplomatiques entre l'Éthiopie et l'Érythrée. Dans un communiqué, il déclare: "Le rétablissement des relations diplomatiques aura un impact positif sur la sécurité et la stabilité des deux pays en particulier, et de la Corne de l'Afrique en général"[35].
- Espagne: Le gouvernement espagnol exprime sa "grande satisfaction" à l’égard du sommet, qualifiant la réunion de "réalisation clé dans une région aussi particulièrement instable que la Corne de l’Afrique"[36].
- États-Unis: Mike Pompeo, secrétaire d'État américain, publie une déclaration "saluant l'engagement du 9 juillet en faveur de la paix et de la sécurité" et félicitant "le Premier ministre d'Éthiopie et le président d'Érythrée pour avoir courageusement conduit leurs citoyens vers la paix, la prospérité et la réforme politique"[37].
- France: Le ministère français des Affaires étrangères, dans un communiqué élogieux, salue cette démarche "historique", "courageuse" et "importante", saluant l'extension par Abiy Ahmed de sa politique de réconciliation au domaine de la diplomatie régionale, "apportant son plein soutien à la vision du Premier ministre Abiy Ahmed sur l'avenir de son pays ainsi que du reste du continent", ainsi que la réponse positive du président Isaias[38].:
- Japon: Le ministre des Affaires étrangères Tarō Kōno salue la signature de la déclaration conjointe et exprime son espoir que "les relations entre les deux pays progressent davantage et que les deux pays contribueront à une plus grande stabilité et prospérité de la région de la Corne de l'Afrique"[39].
- Kenya: Dans une déclaration sur Twitter, le président Uhuru Kenyatta félicite le président Isaias et le premier ministre Abiy "pour avoir choisi la voie du dialogue et du début du voyage de l'amitié", affirmant que le Kenya est un "voisin fier"[18].
- Royaume-Uni: La ministre d'État chargée de l'Afrique, Harriett Baldwin, qualifie la déclaration conjointe de "pas important vers la construction d'une paix durable entre l'Éthiopie et l'Érythrée"[40].
- Russie: Un porte-parole du ministère des Affaires étrangères déclare que Moscou salue la reprise des contacts directs entre l'Éthiopie et l'Érythrée et est "convaincu que la normalisation rapide des relations entre l'Éthiopie et l'Érythrée", entre autres, "répond aux intérêts vitaux des deux peuples et contribuera à créer une atmosphère de bon voisinage entre eux"[41].
- Rwanda: Le président Paul Kagame, président en exercice de l'Union africaine, félicite sur Twitter les deux dirigeants pour leur rencontre, les saluant "pour leur courage et pour avoir fait ce qu'il fallait pour les peuples des deux pays", ajoutant "nous vous félicitons et sommes avec vous !"[18].
- Saint-Siège: S'adressant aux fidèles sur la place Saint-Pierre le dimanche précédant le sommet, le pape François souligne que les pourparlers entre l'Éthiopie et l'Érythrée sont un motif d'optimisme, affirmant "qu'au milieu de tant de conflits, il est de notre devoir de souligner une initiative que l'on peut qualifier d'historique", exprimant l'espoir que les pourparlers entre les deux nations "allumeraient une lumière d'espoir pour ces deux pays de la Corne de l'Afrique et pour l'ensemble du continent africain"[42].
- Turquie: Dans une déclaration écrite, le ministère turc des Affaires étrangères déclare: "En tant que pays attachant de l'importance à la stabilité en Afrique, la Turquie salue les mesures prises en vue de la normalisation des relations entre l'Éthiopie et l'Érythrée et la déclaration conjointe signée entre l'Érythrée et l'Éthiopie le 9 juillet à Asmara"[43].

Organisations
- Nations unies: Le secrétaire général António Guterres salue la réunion comme un "succès incroyable" alors qu'il se trouve à Addis-Abeba, peu avant sa rencontre avec le Premier ministre éthiopien, la décrivant comme "l'illustration d'un nouveau vent d'espoir soufflant sur l'Afrique", et que les événements rendront obsolètes les sanctions de l'ONU contre l'Érythrée, suite à son accord de paix avec l'Éthiopie[44].
- Union africaine: Moussa Faki, président de la Commission de l'Union africaine, félicite les deux dirigeants "pour avoir choisi la voie courageuse de la réconciliation, dans l'intérêt de leur peuple, de la région et de l'Afrique dans son ensemble", ajoutant que cela constitue un exemple "digne d'être imité par toutes les parties en conflit ou en crise dans d'autres parties du continent"[45].
- Union européenne: La Haute Représentante pour les Affaires étrangères, Federica Mogherini, déclare que cette "démarche historique et courageuse" ouvre "des perspectives sans précédent de réconciliation et ouvre la voie à une coopération régionale renforcée et à la stabilité dans la Corne de l'Afrique"[46].

## Suites
Le soir de son retour en Éthiopie, le Premier ministre Abiy Ahmed rencontre le Secrétaire général des Nations unies, António Guterres, et l'informe du déroulement du sommet. Suite à son issue positive, le premier ministre éthiopien demande aux Nations unies de lever les sanctions imposées à l'Érythrée, en grande partie grâce aux efforts de la diplomatie éthiopienne.
Immédiatement après le sommet, il est annoncé qu'Ethiopian Airlines reprendra ses vols vers Asmara le lundi suivant, le 16 juillet 2018. L'agence de presse éthiopienne, gérée par l'État, rapporte qu'Ethiopian Airlines prendra également une participation de 20% dans Eritrean Airlines, bien qu'au 9 juillet 2018, cela n'est pas encore confirmé par la direction de l'une ou l'autre compagnie aérienne.
Le président érythréen effectue une visite réciproque en Éthiopie la semaine suivant immédiatement le sommet, du 14 au 16 juillet,. S'exprimant lors d'un déjeuner d'État offert par le président Mulatu Teshome, le président érythréen affirme l'unité de l'Érythrée et de l'Éthiopie, déclarant: "Désormais, quiconque dit que les Érythréens et les Éthiopiens sont deux peuples différents ne connaît pas la vérité". Il visite un parc industriel à Hawassa et préside la réouverture de l’ambassade d’Érythrée.
Le 11 septembre 2018, les postes frontières entre l’Érythrée et l’Éthiopie rouvrent pour la première fois depuis 1998, à Serha-Zalambesa et Debaysima-Bure. En octobre 2019, Abiy Ahmed reçoit le prix Nobel de la paix pour son travail en faveur de la paix entre les deux pays.